# Carl Fundulus
Carl Leopold Fundulus, uváděný též jako Karl Fundulus, (25. listopadu 1799 Třebíč – 9. března 1881 Třebíč) byl rakouský podnikatel, velkoobchodník a politik německé národnosti z Moravy, poslanec Moravského zemského sněmu a starosta Třebíče.

## Původ
Předkové rodiny Fundulusů přišli na Moravu údajně již v 16. století ze severní Itálie, doloženi jsou až v 17. století v Brně a Náměšti nad Oslavou. V roce 1733 se Jan Jakub Fundulus přiženil do Třebíče a jeho syn Jan Josef Fundulus (1735–1806) se prosadil jako obchodník s koloniálním zbožím, od roku 1799 byl prvním výrobcem cikorkové kávy na Moravě.

## Podnikání
Karl Fundulus vyrůstal v Třebíči a od mládí se věnoval podnikání, stejně jako otec obchodoval s koloniálním a železářským zbožím. Později provozoval papírnu v Zahradišti a pražírnu kávy, nejvýznamnějším rodinným podnikem byla papírna v Přibyslavicích, zakoupená v roce 1846. V roce 1851 prodal papírnu v Zahradišti, aby mohl rozšířit továrnu v Přibyslavicích, která se pak stala jedním z nejvýznamnějších producentů papíru v monarchii. Fundulus přibyslavickou papírnu významně zmodernizoval a zaměstnával zde kolem 150 dělníků. Kromě toho vlastnil od roku 1862 velkostatek v Kožichovicích poblíž Třebíče.
Patřil mezi nejbohatští obyvatele Třebíče. Podle údajů z roku 1861 byl se 178 zlatými a 8 krejcary odvedenými na přímých daních druhým největším poplatníkem v obci.

## Veřejná činnost
Již od roku 1846 se angažoval v městské samosprávě Třebíče. Patřil mezi spoluzakladatele Občanské záložny. Od roku 1850 byl členem městské rady. Celkem třikrát byl zvolen starostou Třebíče (1857, 1861, 1864) a v čele města stál po deset let (1857–1867). Přestože německá populace byla tehdy v Třebíči ve výrazné menšině, Fundulus se z pozice starosty a vlivného podnikatele snažil městu vtisknout německý charakter. Funkční období Karla Funduluse provázelo i podléhání obecních zájmů podnikatelským záměrům úzkému okruhu osob kolem starosty. Politicky vystupoval jako umírněný německý konzervativec a odmítal finančně nákladné projekty.
Zapojil se i do vysoké politiky. V zemských volbách roku 1861 byl zvolen na Moravský zemský sněm, kde zastupoval kurii městskou, obvod Třebíč, Velké Meziříčí. Rezignoval roku 1865. Na sněmu se připojil k tzv. velkorakouské straně a stál na pozicích moravského separatismu.

## Rodina
V roce 1833 se oženil s Annou Antonií Budischowskou (1813–1871) z bohaté třebíčské rodiny podnikatelů v kožedělné výrobě. Finančně podporoval projekty svých švagrů Carla a Franze Budischowských (společnost Carl Budischowsky & Söhne). Z manželství pocházelo několik dětí, v rodinném podnikání pokračovali synové Carl Fundulus mladší (1839–1915) a August Fundulus (1841–1896), oba později také zastávali funkci starosty Třebíče. Karl Fundulus zemřel 9. března 1881 ve věku 82 let, pohřben je v rodinné hrobce na starém hřbitově v Třebíči.